# Vallerange
Vallerange és un municipi francès situat al departament del Mosel·la i a la regió del Gran Est. L'any 2007 tenia 211 habitants.

## Demografia

### Població
El 2007 la població de fet de Vallerange era de 211 persones. Hi havia 87 famílies, de les quals 23 eren unipersonals (15 homes vivint sols i 8 dones vivint soles), 26 parelles sense fills, 34 parelles amb fills i 4 famílies monoparentals amb fills.
La població ha evolucionat segons el següent gràfic:
Habitants censats

### Habitatges
El 2007 hi havia 100 habitatges, 85 eren l'habitatge principal de la família, 2 eren segones residències i 13 estaven desocupats. 98 eren cases i 2 eren apartaments. Dels 85 habitatges principals, 72 estaven ocupats pels seus propietaris, 9 estaven llogats i ocupats pels llogaters i 3 estaven cedits a títol gratuït; 2 tenien dues cambres, 2 en tenien tres, 16 en tenien quatre i 65 en tenien cinc o més. 78 habitatges disposaven pel capbaix d'una plaça de pàrquing. A 43 habitatges hi havia un automòbil i a 34 n'hi havia dos o més.

### Piràmide de població
La piràmide de població per edats i sexe el 2009 era:
| Homes | Edats   | Dones |
| ----- | ------- | ----- |
| 0     | 95 o +  | 0     |
| 4     | 90 a 94 | 0     |
| 0     | 85 a 89 | 4     |
| 0     | 80 a 84 | 0     |
| 4     | 75 a 79 | 4     |
| 8     | 70 a 74 | 4     |
| 8     | 65 a 69 | 16    |
| 8     | 60 a 64 | 0     |
| 0     | 55 a 59 | 4     |
| 4     | 50 a 54 | 0     |
| 16    | 45 a 49 | 12    |
| 12    | 40 a 44 | 4     |
| 4     | 35 a 39 | 8     |
| 16    | 30 a 34 | 8     |
| 8     | 25 a 29 | 12    |
| 4     | 20 a 24 | 8     |
| 12    | 15 a 19 | 20    |
| 4     | 10 a 14 | 16    |
| 8     | 5 a 9   | 8     |
| 16    | 0 a 4   | 12    |

## Economia
El 2007 la població en edat de treballar era de 130 persones, 96 eren actives i 34 eren inactives. De les 96 persones actives 86 estaven ocupades (53 homes i 33 dones) i 12 estaven aturades (4 homes i 8 dones). De les 34 persones inactives 10 estaven jubilades, 12 estaven estudiant i 12 estaven classificades com a «altres inactius».

### Ingressos
El 2009 a Vallerange hi havia 85 unitats fiscals que integraven 213 persones, la mediana anual d'ingressos fiscals per persona era de 18.996 €.

### Activitats econòmiques
Dels 4 establiments que hi havia el 2007, 1 era d'una empresa de fabricació d'altres productes industrials, 1 d'una empresa de construcció, 1 d'una empresa de comerç i reparació d'automòbils i 1 d'una empresa de transport.
Dels 2 establiments de servei als particulars que hi havia el 2009, 1 era un taller de reparació d'automòbils i de material agrícola i 1 lampisteria.
L'any 2000 a Vallerange hi havia 9 explotacions agrícoles que ocupaven un total de 444 hectàrees.

## Equipaments sanitaris i escolars
El 2009 hi havia una escola elemental.

## Poblacions més properes
El següent diagrama mostra les poblacions més properes.